# Божково (Белгородская область)
Божково — село в Алексеевском районе Белгородской области, входит в состав Матрёногезовского сельского поселения. 

## Описание
Расположено в 18 км к юго-востоку от райцентра Алексеевка.
| 1859 | 2002 | 2010 |
| ---- | ---- | ---- |
| 295  | ↘153 | ↘116 |

Улицы и переулки
| - ул. Залесная - ул. Молодежная - ул. Центральная | - 1-й Центральный пер. - 2-й Центральный пер. |

## История
Упоминается в Памятной книжке Воронежской губернии за 1887 год как "слобода Божкова" Иващенковской волости Бирюченского уезда. Число жителей обоего пола — 317, число дворов — 36.